# Ciclismo nos Jogos Pan-Americanos de 2019 - BMX estilo livre feminino
A competição do BMX estilo livre feminino foi um dos eventos do ciclismo nos Jogos Pan-Americanos de 2019, em Lima. Foi disputada no Parque Costa Verde - San Miguel em 11 de agosto.

## Calendário
Horário local (UTC−5)
| Dia          | Horário | Fase         |
| ------------ | ------- | ------------ |
| 11 de agosto | 11:25   | Qualificação |
| 11 de agosto | 12:37   | Final        |

## Medalhistas
| Ouro   | USA Hannah Roberts |
| Prata  | CHI Macarena Pérez |
| Bronze | ARG Agustina Roth  |

## Qualificação
Um total de 8 atletas participaram da prova. A média das duas corridas determinou a ordem de classificação à final. 
| Pos. | CON                | Atleta               | Corrida 1 | Corrida 2 | Média |
| ---- | ------------------ | -------------------- | --------- | --------- | ----- |
| 1    | USA Estados Unidos | Hannah Roberts       | 85.00     | 83.83     | 84.42 |
| 2    | CHI Chile          | Macarena Pérez       | 73.33     | 71.67     | 72.50 |
| 3    | COL Colômbia       | Daniela Moran        | 59.53     | 60.50     | 60.02 |
| 4    | ARG Argentina      | Agustina Roth        | 55.50     | 54.67     | 55.08 |
| 5    | MEX México         | Margarita Valenzuela | 65.83     | 40.67     | 53.25 |
| 6    | ECU Equador        | Anahi Molina         | 51.33     | 53.67     | 52.50 |
| 7    | BRA Brasil         | Derlayne Dias        | 54.33     | 49.00     | 51.67 |
| 8    | VEN Venezuela      | Yeinkerly Hernández  | 36.00     | 36.00     | 36.00 |

## Final
Um total de 8 atletas participaram da prova. O melhor resultado entre as duas corridas determinou o resultado final. 
| Pos.              | CON                | Atleta               | Corrida 1 | Corrida 2 | Placar |
| ----------------- | ------------------ | -------------------- | --------- | --------- | ------ |
| Medalha de ouro   | USA Estados Unidos | Hannah Roberts       | 86.67     | 24.33     | 86.67  |
| Medalha de prata  | CHI Chile          | Macarena Pérez       | 67.00     | 76.67     | 76.67  |
| Medalha de bronze | ARG Argentina      | Agustina Roth        | 64.67     | 71.00     | 71.00  |
| 4                 | COL Colômbia       | Daniela Moran        | 61.00     | 68.00     | 68.00  |
| 5                 | MEX México         | Margarita Valenzuela | 62.33     | 66.33     | 66.33  |
| 6                 | ECU Equador        | Anahi Molina         | 59.00     | 55.33     | 59.00  |
| 7                 | BRA Brasil         | Derlayne Dias        | 34.00     | 48.00     | 48.00  |
| 8                 | VEN Venezuela      | Yeinkerly Hernández  | 20.67     | 28.00     | 28.00  |